# کولان (کوه)
کولان (به لاتین: Culan) یک کوه در سوئیس است که در کانتون وو واقع شده‌است. کولان ۲٬۷۸۹ متر بالاتر از سطح دریا واقع شده‌است.